# Wilhelm August von der Osten
Wilhelm August von der Osten (7. januar 1698 i København – 15. januar 1764) var Direktør for Finanserne og for Øresunds Toldkammer.
Von der Osten var en søn af hofmarskal Peter Christoph von der Osten og fødtes i København 7. januar 1698, blev 1721 kammerjunker hos dronning Anna Sophie Reventlow, udnævntes 1728 til stiftsbefalingsmand i Bergen og amtmand over Bergens Amt, men afgik 1732 fra dette embede med pension. 1735 beskikkedes han, efter hvis tilskyndelse kong Christian 6. påbegyndte forarbejderne til Sorø Akademis genoprettelse, til amtmand over Sorø Amt og direktør for Sorø Kloster samt 1738 tillige til direktør for Øresundstolden.
Med bibehold af den sidstnævnte stilling udnævntes han 1743 til deputeret i Rentekammeret og kort efter samme år til Direktør for Finanserne. Fra denne hans betydningsfuldeste virksomhed fortjener det særlig at fremhæves, at han 1744 indtrængende lagde kongen på sinde at søge tilvejebragt balance mellem statens indtægter og udgifter, i det han fremlagde opgørelser, der klart viste, i hvor høj grad disse sidste var steget siden kongens tronbestigelse. Han udtalte ved denne lejlighed bl.a., at det var på høje tid, at der skete en forandring, "saa at hverken Kreditten eller andre saa uomgængelige fornødne Ting skulle standse, eller Undersaatterne for meget nu i disse dem af Gud og Kongen konserverede Fredstider medtages". Dette skridt fra Ostens side havde til følge, at der 1745 blev nedsat en af Johan Ludvig Holstein, Christian August von Berckentin og Johan Sigismund Schulin samt Osten selv bestående kommission, som efter indhentede erklæringer fra overhofmarskallen og cheferne for de forskellige kollegier foreslog forskellige besparelser både på hof- og civiletatens og på de militære etaters budgetter, der også, i alt fald delvis, vandt bifald hos kongen. Denne døde jo imidlertid allerede det følgende år, og umiddelbart derefter blev Osten afskediget fra sit embede som Direktør for Finanserne, medens han til sin død, 15. januar 1764, vedblev at være direktør for Øresunds Toldkammer.
1740 var han blevet Dannebrogsridder og 1744 gehejmeråd; 1752 havde han fået ordenen de l'union parfaite; 1755 var han udnævnt til gehejmekonferensråd og 1763 til elefantridder.
Han var gift 1. gang med Charlotte Amalie f. Lützow (f. 1696 d. 1750), datter af oberst Frederik Lützow til Lundsgård og Dorothea Magdalene f. von Harstall, 2. gang med Friederike f. von Massau, datter af amtmand Christian Albrecht von Massau. Fra ham arvede von der Osten 1752 godset Lasbek i Holsten.